# Aritz Elustondo
Aritz Elustondo Irribarria (San Sebastián, 28 marzo 1994) è un calciatore spagnolo, difensore della Real Sociedad.

## Caratteristiche tecniche
È un difensore centrale .

## Palmarès

### Club

#### Competizioni nazionali
- Coppa di Spagna: 1

Real Sociedad: 2019-2020